# Magda M.
Magda M. was een Poolse soap die van 6 september 2005 tot 5 juni 2007 werd uitgezonden op TVN.

## Verhaal
De jonge advocate Magdalena Miłowicz heeft nooit geluk in de liefde, totdat ze de advocaat Piotr Korzecki ontmoet. Tijdens hun prille relatie wordt Piotr echter ernstig ziek en besluit dat geheim te houden voor Magdalena. Voor een betere kans op genezing vertrekt Piotr, zonder Magdalena in te lichten, naar de Verenigde Staten. Wanneer hij terugkomt wil ze niets meer met hem te maken hebben omdat hij zonder bericht vertrokken was en zijn ziekte voor haar geheim hield. Iets wat haar vertrouwen beschaamd heeft. Piotr doet er vervolgens van alles aan om haar terug te winnen.

## Rolverdeling
| Acteur/Actrice        | Personage               | Status                      |
| --------------------- | ----------------------- | --------------------------- |
| Joanna Brodzik        | Magdalena Miłowicz      | 2005-2007 (55 afleveringen) |
| Katarzyna Bujakiewicz | Mariola Adamska-Płaska  | 2005–2007 (55 afleveringen) |
| Daria Widawska        | Agata Bielecka          | 2005–2007 (55 afleveringen) |
| Bartek Kasprzykowski  | Wojciech Płaska         | 2005–2007 (55 afleveringen) |
| Paweł Małaszyński     | Piotr Korzecki          | 2005–2007 (54 afleveringen) |
| Katarzyna Herman      | Karolina Waligóra       | 2005–2007 (54 afleveringen) |
| Bartłomiej Świderski  | Sebastian Lewicki       | 2005–2007 (53 afleveringen) |
| Jacek Braciak         | Łukasz Zaniewicz        | 2005–2007 (53 afleveringen) |
| Krzysztof Stelmaszyk  | Wiktor Waligóra         | 2005–2007 (53 afleveringen) |
| Szymon Bobrowski      | Bartek Malicki          | 2005–2007 (52 afleveringen) |
| Patrycja Durska       | Kasia Robecka-Zaniewicz | 2005–2007 (50 afleveringen) |
| Ewa Kasprzyk          | Teresa Miłowicz         | 2005–2007 (31 afleveringen) |
| Piotr Fronczewski     | Jerzy Miłowicz          | 2005–2007 (14 afleveringen) |
| Urszula Grabowska     | Marta Bartosik          | 2005–2007 (13 afleveringen) |
| Marta Żmuda           | Jagoda Rajewska         | 2006 (14 afleveringen)      |
| Magdalena Zawadzka    | Zofia Korzecka          | 2007 (9 afleveringen)       |
| Jan Nowicki           | Tomasz Korzecki         | 2007 (9 afleveringen)       |

## Kijkcijfers
| Seizoen (en periode) | Kijkers (in miljoenen) | Kijkers finale (in miljoenen) |
| -------------------- | ---------------------- | ----------------------------- |
| 1. (Herfst 2005)     | 2.91                   | 2.93                          |
| 2. (Lente 2006)      | 2.97                   | 2.92                          |
| 3. (Herfst 2006)     | 3.50                   | 4.58                          |
| 4. (Lente 2007)      | 3.72                   | 4.10                          |